# Nor-Am Cup 1997
La Nor-Am Cup 1997 fu la 22ª edizione della manifestazione organizzata dalla Federazione Internazionale Sci.
La stagione maschile iniziò il 26 novembre 1996 a Beaver Creek, negli Stati Uniti, e si concluse il 30 marzo 1997 a Mont-Tremblant/Mont Garceau, in Canada; furono disputate 25 gare (4 discese libere, 5 supergiganti, 9 slalom giganti, 7 slalom speciali), in 8 diverse località. Lo statunitense Sacha Gros si aggiudicò sia la classifica generale, sia quella di slalom speciale; il canadese Jeff Durand vinse quella di discesa libera, lo statunitense Chris Puckett quella di supergigante e il canadese Ryan Oughtred quella di slalom gigante. Puckett era il detentore uscente della Coppa generale.
La stagione femminile iniziò il 29 novembre 1996 a Winter Park/Beaver Creek, negli Stati Uniti, e si concluse il 30 marzo 1997 a Mont-Tremblant/Mont Garceau, in Canada; furono disputate 28 gare (6 discese libere, 7 supergiganti, 7 slalom giganti, 8 slalom speciali), in 7 diverse località. La canadese Lindsey Roberts si aggiudicò sia la classifica generale, sia quelle di discesa libera e di supergigante; la statunitense Kirsten Clark vinse quella di slalom gigante e la ceca Kateřina Tichý quella di slalom speciale. La canadese Marie-Joëlle Clément era la detentrice uscente della Coppa generale.

## Uomini

### Risultati
| Data             | Località                    | Nazione     | Spec. | Primo                     | Secondo              | Terzo             |
| ---------------- | --------------------------- | ----------- | ----- | ------------------------- | -------------------- | ----------------- |
| 26 novembre 1996 | Beaver Creek                | Stati Uniti | SL    | Matt Grosjean             | Yves Dimier          | Andrea Zinsli     |
| 27 novembre 1996 | Beaver Creek                | Stati Uniti | GS    | Tom Stiansen              | Mitja Kunc           | Tobias Barnerssoi |
| 5 dicembre 1996  | Lake Louise                 | Canada      | DH    | Chris Puckett             | Ehlias Louis         | Jason Rosener     |
| 6 dicembre 1996  | Lake Louise                 | Canada      | DH    | Jason Rosener             | Chris Puckett        | Jakub Fiala       |
| 7 dicembre 1996  | Lake Louise                 | Canada      | SG    | Chris Puckett             | Wisi Betschart       | Ehlias Louis      |
| 7 dicembre 1996  | Lake Louise                 | Canada      | SG    | Chris Puckett             | Christopher Phillips | Michael Makar     |
| 16 dicembre 1996 | Sunday River                | Stati Uniti | GS    | Ryan Oughtred             | Uroš Pavlovčič       | Sacha Gros        |
| 17 dicembre 1996 | Sunday River                | Stati Uniti | GS    | Uroš Pavlovčič            | Ryan Oughtred        | Sacha Gros        |
| 18 dicembre 1996 | Attitash                    | Stati Uniti | SL    | Sacha Gros                | Martin Tichý         | Uroš Pavlovčič    |
| 19 dicembre 1996 | Attitash                    | Stati Uniti | SL    | Sacha Gros                | Martin Tichý         | Uroš Pavlovčič    |
| 9 gennaio 1997   | Sugarloaf                   | Stati Uniti | SG    | Zachary Crist             | Chris Puckett        | Chad Mullen       |
| 12 gennaio 1997  | Sugarloaf                   | Stati Uniti | SG    | Zachary Crist             | Andrew Ernemann      | Dana Williams     |
| 14 gennaio 1997  | Sugarloaf                   | Stati Uniti | DH    | Jeff Durand Dana Williams |                      | Michael Makar     |
| 15 gennaio 1997  | Sugarloaf                   | Stati Uniti | DH    | Jeff Durand               | Ehlias Louis         | Dana Williams     |
| 30 gennaio 1997  | Collingwood                 | Canada      | SL    | Andy LeRoy                | Sacha Gros           | Casey Puckett     |
| 31 gennaio 1997  | Collingwood                 | Canada      | SL    | Casey Puckett             | Stanley Hayer        | Gabriel Thibault  |
| 6 febbraio 1997  | Collingwood                 | Canada      | GS    | Ryan Oughtred             | Chad Mullen          | Casey Puckett     |
| 7 febbraio 1997  | Collingwood                 | Canada      | GS    | Ryan Oughtred             | Casey Puckett        | Sacha Gros        |
| 23 febbraio 1997 | Banff/Mount Norquay         | Canada      | SL    | Stanley Hayer             | Thomas Grandi        | J. Andrew Martin  |
| 24 febbraio 1997 | Banff/Mount Norquay         | Canada      | SL    | Thomas Grandi             | Stanley Hayer        | Sacha Gros        |
| 25 febbraio 1997 | Banff/Mount Norquay         | Canada      | GS    | Thomas Grandi             | Casey Puckett        | Ryan Oughtred     |
| 26 febbraio 1997 | Banff/Mount Norquay         | Canada      | GS    | Thomas Grandi             | Andy LeRoy           | Ryan Oughtred     |
| 27 marzo 1997    | Mont-Tremblant/Mont Garceau | Canada      | SG    | Casey Puckett             | Tommy Moe            | Michael Makar     |
| 28 marzo 1997    | Mont-Tremblant/Mont Garceau | Canada      | GS    | Ryan Oughtred             | Thomas Grandi        | Uroš Pavlovčič    |
| 30 marzo 1997    | Mont-Tremblant/Mont Garceau | Canada      | GS    | Thomas Grandi             | Martin Tichý         | Chip Knight       |

Legenda:

DH = discesa libera

SG = supergigante

GS = slalom gigante

SL = slalom speciale

### Classifiche

#### Generale
| Pos. | Nome           | Nazione     | Punti |
| ---- | -------------- | ----------- | ----- |
| 1    | Sacha Gros     | Stati Uniti | 723   |
| 2    | Chris Puckett  | Stati Uniti | 639   |
| 3    | Ryan Oughtred  | Canada      | 623   |
| 4    | Casey Puckett  | Stati Uniti | 608   |
| 5    | Thomas Grandi  | Canada      | 589   |
| 6    | Andy LeRoy     | Stati Uniti | 453   |
| 6    | Ehlias Louis   | Stati Uniti | 453   |
| 8    | Jeff Durand    | Canada      | 420   |
| 9    | Stanley Hayer  | Canada      | 399   |
| 10   | Uroš Pavlovčič | Slovenia    | 360   |

#### Discesa libera
| Pos. | Nome          | Nazione     | Punti |
| ---- | ------------- | ----------- | ----- |
| 1    | Jeff Durand   | Canada      | 290   |
| 2    | Ehlias Louis  | Stati Uniti | 260   |
| 3    | Jason Rosener | Stati Uniti | 222   |
| 4    | Chris Puckett | Stati Uniti | 220   |
| 5    | Dana Williams | Canada      | 216   |

#### Supergigante
| Pos. | Nome            | Nazione     | Punti |
| ---- | --------------- | ----------- | ----- |
| 1    | Chris Puckett   | Stati Uniti | 352   |
| 2    | Zachary Crist   | Stati Uniti | 226   |
| 3    | Ehlias Louis    | Stati Uniti | 193   |
| 4    | Wisi Betschart  | Stati Uniti | 181   |
| 4    | Andrew Ernemann | Stati Uniti | 181   |

#### Slalom gigante
| Pos. | Nome           | Nazione     | Punti |
| ---- | -------------- | ----------- | ----- |
| 1    | Ryan Oughtred  | Canada      | 600   |
| 2    | Sacha Gros     | Stati Uniti | 315   |
| 3    | Casey Puckett  | Stati Uniti | 298   |
| 4    | Thomas Grandi  | Canada      | 280   |
| 5    | Uroš Pavlovčič | Slovenia    | 240   |

#### Slalom speciale
| Pos. | Nome          | Nazione     | Punti |
| ---- | ------------- | ----------- | ----- |
| 1    | Sacha Gros    | Stati Uniti | 372   |
| 2    | Stanley Hayer | Canada      | 337   |
| 3    | Thomas Grandi | Canada      | 309   |
| 4    | Martin Tichý  | Rep. Ceca   | 262   |
| 5    | Casey Puckett | Stati Uniti | 210   |

## Donne

### Risultati
| Data             | Località                    | Nazione     | Spec. | Prima              | Seconda            | Terza                         |
| ---------------- | --------------------------- | ----------- | ----- | ------------------ | ------------------ | ----------------------------- |
| 29 novembre 1996 | Winter Park/Beaver Creek    | Stati Uniti | SL    | Špela Pretnar      | Urška Hrovat       | Annemarie Gerg Kateřina Tichý |
| 30 novembre 1996 | Winter Park/Beaver Creek    | Stati Uniti | SL    | Špela Pretnar      | Marlies Oester     | Annemarie Gerg                |
| 1º dicembre 1996 | Winter Park/Beaver Creek    | Stati Uniti | GS    | Simone Behringer   | Petra Haltmayr     | Kirsten Clark                 |
| 2 dicembre 1996  | Winter Park/Beaver Creek    | Stati Uniti | GS    | Urška Hrovat       | Petra Haltmayr     | Kirsten Clark                 |
| 5 dicembre 1996  | Lake Louise                 | Canada      | DH    | Shana Sweitzer     | Lindsey Roberts    | Jonna Mendes                  |
| 6 dicembre 1996  | Lake Louise                 | Canada      | DH    | Shana Sweitzer     | Lindsey Roberts    | Jonna Mendes                  |
| 8 dicembre 1996  | Lake Louise                 | Canada      | SG    | Britt Janyk        | Lindsey Roberts    | Shana Sweitzer                |
| 8 dicembre 1996  | Lake Louise                 | Canada      | SG    | Geneviève Simard   | Elizabeth Robinson | Megan Ganong                  |
| 13 dicembre 1996 | Big Mountain                | Stati Uniti | DH    | Lindsey Roberts    | Shana Sweitzer     | Suzan Dole                    |
| 14 dicembre 1996 | Big Mountain                | Stati Uniti | DH    | Lindsey Roberts    | Tiffany Hoversten  | Jonna Mendes                  |
| 16 dicembre 1996 | Big Mountain                | Stati Uniti | SG    | Lindsey Roberts    | Elizabeth Robinson | Katie Dunn                    |
| 16 dicembre 1996 | Big Mountain                | Stati Uniti | SG    | Lindsey Roberts    | Jonna Mendes       | Anne-Marie LeFrançois         |
| 2 gennaio 1997   | Mount Orford                | Canada      | GS    | Tatum Skoglund     | Geneviève Simard   | Kirsten Clark                 |
| 3 gennaio 1997   | Mount Orford                | Canada      | GS    | Britt Janyk        | Sarah Schleper     | Caroline Lalive               |
| 4 gennaio 1997   | Mount Orford                | Canada      | SL    | Shaina Mulkern     | Alexandra Shaffer  | Alexandra Krebs               |
| 7 gennaio 1997   | Mount Orford                | Canada      | SL    | Alexandra Krebs    | Shaina Mulkern     | Alexandra Shaffer             |
| 26 gennaio 1997  | Sugarloaf                   | Stati Uniti | SG    | Elizabeth Robinson | Lindsey Roberts    | Jonna Mendes                  |
| 27 gennaio 1997  | Sugarloaf                   | Stati Uniti | SG    | Amber Guaraglia    | Lindsey Roberts    | Elizabeth Robinson            |
| 30 gennaio 1997  | Sugarloaf                   | Stati Uniti | DH    | Amber Guaraglia    | Elizabeth Robinson | Shana Sweitzer                |
| 31 gennaio 1997  | Sugarloaf                   | Stati Uniti | DH    | Julia Delich       | Lindsey Roberts    | Amber Guaraglia               |
| 12 marzo 1997    | Mission Ridge               | Stati Uniti | GS    | Kirsten Clark      | Geneviève Simard   | Carrie Sheinberg              |
| 13 marzo 1997    | Mission Ridge               | Stati Uniti | GS    | Kirsten Clark      | Shaina Mulkern     | Alexandra Shaffer             |
| 14 marzo 1997    | Mission Ridge               | Stati Uniti | SL    | Kristina Koznick   | Carrie Sheinberg   | Tasha Nelson                  |
| 15 marzo 1997    | Mission Ridge               | Stati Uniti | SL    | Kristina Koznick   | Carrie Sheinberg   | Kateřina Tichý                |
| 27 marzo 1997    | Mont-Tremblant/Mont Garceau | Canada      | SG    | Mélanie Turgeon    | Kathleen Monahan   | Kate Pace                     |
| 28 marzo 1997    | Mont-Tremblant/Mont Garceau | Canada      | GS    | Alexandra Shaffer  | Edith Rozsa        | Gail Kelly                    |
| 29 marzo 1997    | Mont-Tremblant/Mont Garceau | Canada      | SL    | Kateřina Tichý     | Edith Rozsa        | Alexandra Shaffer             |
| 30 marzo 1997    | Mont-Tremblant/Mont Garceau | Canada      | SL    | Carrie Sheinberg   | Edith Rozsa        | Kateřina Tichý                |

Legenda:

DH = discesa libera

SG = supergigante

GS = slalom gigante

SL = slalom speciale

### Classifiche

#### Generale
| Pos. | Nome               | Nazione     | Punti |
| ---- | ------------------ | ----------- | ----- |
| 1    | Lindsey Roberts    | Canada      | 1063  |
| 2    | Shana Sweitzer     | Stati Uniti | 684   |
| 3    | Elizabeth Robinson | Stati Uniti | 619   |
| 4    | Alexandra Shaffer  | Stati Uniti | 592   |
| 5    | Shaina Mulkern     | Stati Uniti | 542   |
| 6    | Edith Rozsa        | Canada      | 526   |
| 6    | Geneviève Simard   | Canada      | 526   |
| 8    | Jonna Mendes       | Stati Uniti | 506   |
| 9    | Carrie Sheinberg   | Stati Uniti | 454   |
| 10   | Kirsten Clark      | Stati Uniti | 453   |

#### Discesa libera
| Pos. | Nome               | Nazione     | Punti |
| ---- | ------------------ | ----------- | ----- |
| 1    | Lindsey Roberts    | Canada      | 490   |
| 2    | Shana Sweitzer     | Stati Uniti | 430   |
| 3    | Jonna Mendes       | Stati Uniti | 256   |
| 4    | Elizabeth Robinson | Stati Uniti | 230   |
| 5    | Tiffany Hoversten  | Stati Uniti | 220   |

#### Supergigante
| Pos. | Nome               | Nazione     | Punti |
| ---- | ------------------ | ----------- | ----- |
| 1    | Lindsey Roberts    | Canada      | 530   |
| 2    | Elizabeth Robinson | Stati Uniti | 378   |
| 3    | Shana Sweitzer     | Stati Uniti | 241   |
| 4    | Katie Dunn         | Canada      | 182   |
| 5    | Britt Janyk        | Canada      | 150   |
| 5    | Geneviève Simard   | Canada      | 150   |

#### Slalom gigante
| Pos. | Nome              | Nazione     | Punti |
| ---- | ----------------- | ----------- | ----- |
| 1    | Kirsten Clark     | Stati Uniti | 380   |
| 2    | Alexandra Shaffer | Stati Uniti | 314   |
| 3    | Shaina Mulkern    | Stati Uniti | 288   |
| 4    | Edith Rozsa       | Canada      | 239   |
| 5    | Tatum Skoglund    | Stati Uniti | 211   |

#### Slalom speciale
| Pos. | Nome             | Nazione     | Punti |
| ---- | ---------------- | ----------- | ----- |
| 1    | Kateřina Tichý   | Rep. Ceca   | 330   |
| 2    | Alexandra Krebs  | Stati Uniti | 310   |
| 3    | Carrie Sheinberg | Stati Uniti | 305   |
| 4    | Edith Rozsa      | Canada      | 284   |
| 5    | Kristina Koznick | Stati Uniti | 282   |